# Opòssum pigmeu del Chaco
L'opòssum pigmeu del Chaco (Chacodelphys formosa) és una espècie recentment descrita d'opòssum, un grup de marsupials de les Amèriques. És l'única espècie del gènere Chacodelphys i viu al Gran Chaco de l'extrem nord de l'Argentina. El primer exemplar fou descobert el 1920 a la província de Formosa.